# Żelkówko
Żelkówko (kaszb. Żelkówkò, niem. Klein Silkow) – wieś w Polsce położona w województwie pomorskim, w powiecie słupskim, w gminie Kobylnica.
W latach 1975–1998 miejscowość administracyjnie należała do województwa słupskiego.

## Nazwa
Nazwa miejscowości jest tzw. chrztem nazewniczym i ma charakter pseudotopograficzny-relacyjny. Powstała przez zdrobnienie nazwy miejscowej Żelkowo przy pomocy formantu -k-. Pierwotna niemiecka nazwa Klein Silkow, wzmiankowana po raz pierwszy w 1628, ma charakter relacyjny i jest hybrydą elementów o różnym pochodzeniu: nazwy miejscowej Silkow o pochodzeniu słowiańskim i niemieckiego wyróżnika klein „mały”, odróżniającego miejscowość od innych wsi w regionie: Groß Silkow „Żelki” i Wendisch Silkow „Żelkowo”.
Rada Języka Kaszubskiego proponuje kaszubską formę nazwy Żelkówkò.